# 마이클 맥기퍼트
마이클 맥기퍼트 (Michael McGiffert; 1928-2016) 미국 초기 역사연구가로 종교사상에 대한 깊은 관심을 보였다.  대표적인 저서는 식민지 뉴잉글랜드에서 토머스 셰퍼드 (1605년)목사의 자서전에 대한 글로 뉴잉글랜드의 청교도들의 생활을 연구하였다.

## 생애
1949년 하버드 대학교의 장학생으로 졸업하였고 예일 대학교에서 박사학위를 받았다.
1954-1972 콜게이트 대학과 덴버 대학에서 미국 역사를 가르쳤다.

## 저서
- The Higher Learning in Colorado and edited The Character of Americans: A Book of Readings (1970)

- Puritanism and the American Experience (1969)
- American Social Thought: Sources and Interpretations (1972)
- God’s Plot: The Parodoxes of Puritan Piety- Being the Autobiography & Journal of Thomas Shepard.(1972) University of Massachusetts Press

1. ↑  “Michael McGiffert (1928–2016) by Francis J. Bremer” (미국 영어). 2020년 2월 13일에 원본 문서에서 보존된 문서. 2020년 5월 23일에 확인함.